# Ommatius schlegelii
Ommatius schlegelii är en tvåvingeart som beskrevs av Wulp 1884. Ommatius schlegelii ingår i släktet Ommatius och familjen rovflugor. Inga underarter finns listade i Catalogue of Life.